# Algot

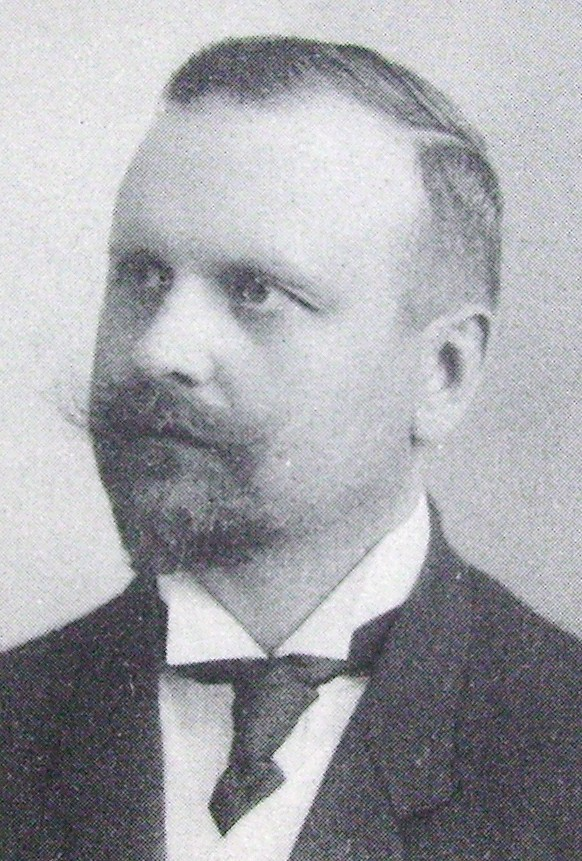
Algot Sandberg, 1936.

Algot eller Algoth (ovanlig stavning) är ett fornnordiskt mansnamn med oklar betydelse. Kanske kan det härledas till goter eller götar och betyda 'den ädle goten'.
Algot avtog i popularitet efter 1950-talet men har åter blivit populärt under 1990-talet och 2000-talet. Den 31 december 2019 fanns det totalt 5 303 personer i Sverige med namnet, varav 2 099 med Algot som tilltalsnamn. Motsvarande siffror för stavningsvarianten Algoth är 42 och 17. År 2014 fick 126 pojkar namnet som tilltalsnamn.
Namnsdag: 30 juli. I den finlandssvenska namnsdagslängden har Algot namnsdag 13 februari sedan starten 1929, då en egen namnsdagskalender togs i bruk för finlandssvenskar.

## Personer med namnet Algot/Algoth
- Algot Anderberg, biskop i Visby stift
- Algot Brynolfsson, lagman
- Algot Haquinius, tonsättare
- Algot Johansson, grundare av konfektionsföretaget Algots
- Algot Lönn, tävlingscyklist, OS-guld i lag 1912
- Algot Magnusson (Sture), riddare och riksråd
- Algoth Niska, finländsk fotbollsspelare och spritmugglare
- Algot Persson, skådespelare
- Algot Ruhe, tandläkare, författare och översättare
- Algot Sandberg, skådespelare, journalist och författare
- Algoth Scarin, historiker, professor vid Åbo Akademi